# Maple Plain (Minnesota)
Maple Plain – miasto w Stanach Zjednoczonych, w stanie Minnesota, w hrabstwie Hennepin.